# Classe Edgar (croiseur)
Pour les autres classes de navires du même nom, voir Classe Edgar.
La classe Edgar est la seconde classe de croiseurs protégés de 1re classe, construite par la Royal Navy à la fin du XIXe siècle.
Elle est une amélioration conséquente de la classe Blake qui n'a pas pu être mise en service de combat lors de la Première Guerre mondiale à cause de sa faiblesse de protection blindée et de sa puissance de feu.

## Les unités de la classe
| Nom                     | Lancement        | Chantier naval                                      | Fin de carrière                                                | Photo |
| ----------------------- | ---------------- | --------------------------------------------------- | -------------------------------------------------------------- | ----- |
| Edgar                   | 24 novembre 1890 | HMNB Devonport Plymouth                             | 9 mai 1921                                                     |       |
| Hawke                   | 11 mars 1891     | Chatham Dockyard Chatham                            | coulé le 15 octobre 1914 par SM U-9                            |       |
| Endymion                | 22 juillet 1891  | C & W Earle Hull                                    | 16 mars 1920                                                   |       |
| Royal Arthur ex Centaur | 26 février 1891  | HMNB Portsmouth - Portsmouth                        | Août 1921                                                      |       |
| Gibraltar               | 27 avril 1892    | Napier - Glasgow                                    | reclassifié navire-dépôt en 1914 démantelé en sept 1923        |       |
| Grafton                 | 30 janvier 1892  | Thames Ironworks & Shipbuilding Company Tamise      | 1er juillet 1920                                               |       |
| St George               | 23 juin 1892     | C & W Earle Hull                                    | reclassifié navire-dépôt en 1909 démantelé le 1er juillet 1920 |       |
| Theseus                 | 8 septembre 1892 | Thames Ironworks & Shipbuilding Company (en) Tamise | démantelé le 8 novembre 1921                                   |       |
| Crescent                | 30 mars 1892     | HMNB Portsmouth - Portsmouth                        | démantelé le 22 septembre 1921                                 |       |

## Source
- (en) Cet article est partiellement ou en totalité issu de l’article de Wikipédia en anglais intitulé « Edgar-class cruiser » (voir la liste des auteurs).